# Veränderlicher Haarbüschelspanner

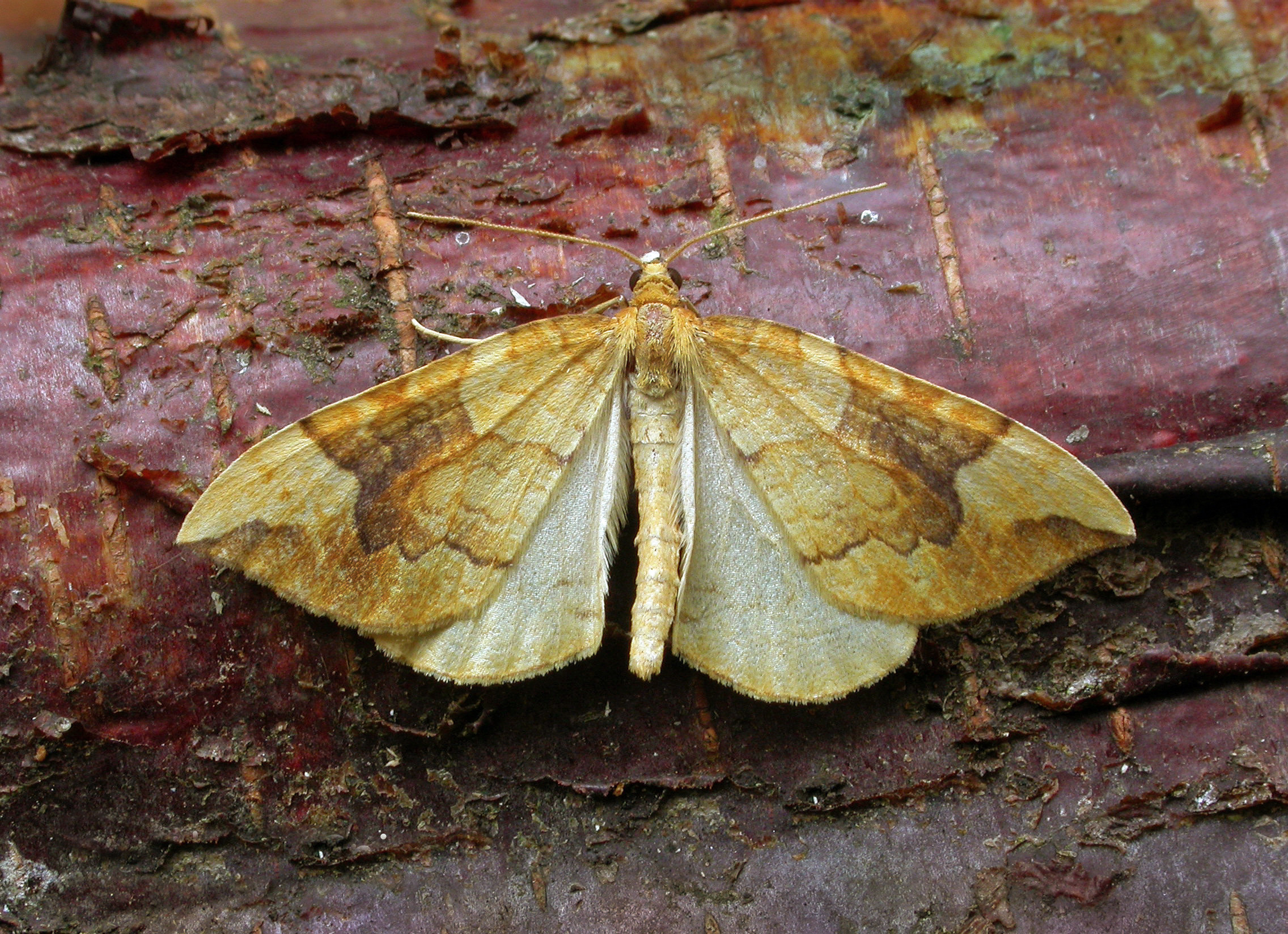
Eulithis populata, helle Form

Der Veränderliche Haarbüschelspanner (Eulithis populata, Syn.: Lygris populata) ist ein Schmetterling (Nachtfalter) aus der Familie der Spanner (Geometridae). Der Artname leitet sich von dem lateinischen Wort populus mit der Bedeutung „Pappel“ ab und bezieht sich auf eine Nahrungspflanze der Raupen.

## Merkmale

### Falter
Die Falter erreichen eine Flügelspannweite von 24 bis 35 Millimetern. Wie schon der Trivialname vermuten lässt, sind die Falter farblich außerordentlich variabel. So variiert die Grundfarbe der Vorderflügeloberseite von violett braun bis zu ockergelb. Zwischen der Basalregion und dem Mittelfeld erstreckt sich eine gelbliche Binde. Das Mittelfeld springt saumwärts in zwei Zacken vor. Die Fransen sind stets ungescheckt. Am Apex beginnt ein gelbliches, angenähert dreieckförmiges Feld. Die Hinterflügeloberseite ist zeichnungslos bleichgelb.

### Raupe
Ausgewachsene Raupen sind farblich ebenfalls außerordentlich variabel und haben eine weißliche, gelbliche, grünliche, bräunliche, schwärzliche oder rötliche Färbung. Zu erkennen sind sie am ehesten an der auf den vorderen Segmenten befindlichen dunklen Rückenlinie, den ebenfalls dunklen Keilflecken auf den hinteren Segmenten sowie an der deutlichen ringförmigen braunen Verdickung des zweiten Körpersegments.

### Ähnliche Arten
- Der Honiggelbe Haarbüschelspanner (Eulithis mellinata) unterscheidet sich bei den meisten Exemplaren durch die weniger markant ausgebildete Zeichnung auf der Vorderflügeloberseite. Hauptunterscheidungsmerkmal sind jedoch die braun/weiß gescheckten Fransen.
- Der Bräunlichgelbe Haarbüschelspanner (Eulithis testata) unterscheidet sich durch ein saumwärts gewelltes Mittelfeld ohne vorspringende Zacken.

## Verbreitung und Vorkommen
Das Verbreitungsareal des Veränderlichen Haarbüschelspanners erstreckt sich von Spanien über West- und Mitteleuropa und den Britischen Inseln ostwärts bis und zum Amur und nach Kamtschatka. Die nördliche Verbreitung reicht über den Polarkreis hinaus. Die Art kommt auch in Nordamerika vor. Hauptlebensraum sind Heidelbeer- und Mischwälder, Lichtungen, Böschungen und Feuchtgebiete. Die Höhenverbreitung reicht in den Alpen bis auf 2500, in den Pyrenäen bis auf 2300 Meter.

## Lebensweise

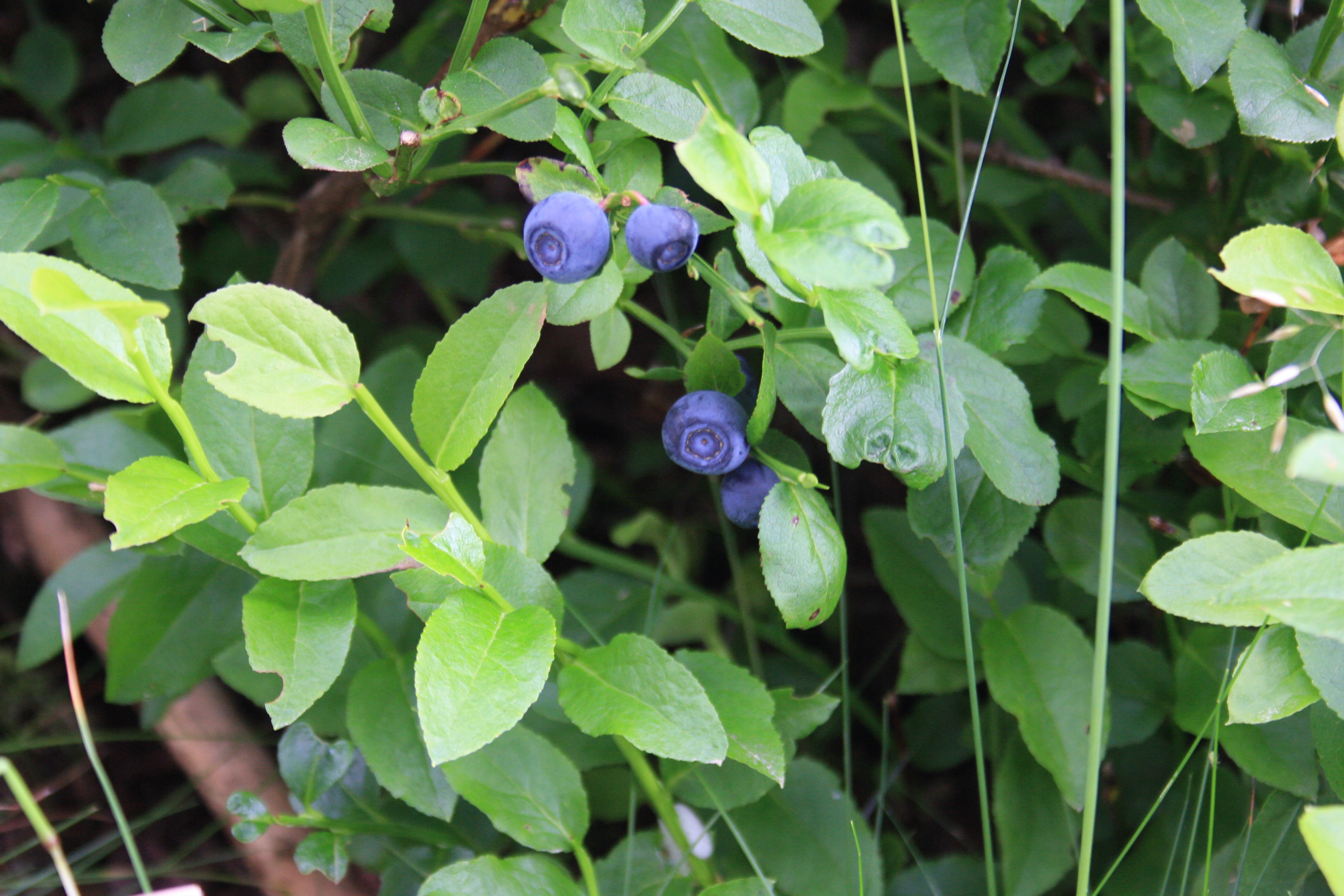
Heidelbeere, die Hauptnahrungspflanze der Raupen

Die überwiegend dämmerungs- und nachtaktiven Falter fliegen in einer Generation ab Juni, schwerpunktmäßig in den Monaten Juli und August, im Gebirge auch noch bis in den Oktober. Gelegentlich sind sie auch am Tage anzutreffen. Meist ruhen sie tagsüber jedoch in der Krautschicht oder in Zwergsträuchern. In ihrer typischen Ruhestellung wird das Hinterleibsende leicht aufwärts gebogen. Nachts besuchen sie künstliche Lichtquellen. Zuweilen wurden sie in großer Anzahl beim Saugen an den Blüten von Blauem Pfeifengras (Molinia caerulea), Honiggräsern (Holcus), Knäuel-Binse (Juncus conglomeratus) und Flatter-Binse (Juncus effusus) beobachtet. Die Art überwintert im Eistadium. Die Raupen ernähren sich in erster Linie von den Blättern der Heidelbeere (Vaccinium myrtillus). Alternative Nahrungspflanzen sind Rauschbeere (Vaccinium uliginosum), Rote Johannisbeere (Ribes rubrum) sowie Weiden (Salix) und Birken (Betula). Es wurden auch Raupen an Zitterpappel (Populus tremula) gefunden.